# Oriol de Luzon
L'oriol de Luzon (Oriolus albiloris) és un ocell de la família dels oriòlids (Oriolidae).

## Hàbitat i distribució
Habita els boscos de les muntanyes del nord i oest de Luzon, a les Filipines.